# Ngao dầu
Ngao dầu hay còn gọi là ngao vạng (Danh pháp khoa học: Meretrix meretrix) là loài động vật thân mềm hai mảnh vỏ trong họ Ngao. Chúng phân bố ở các vùng biển Trung Quốc, Nhật Bản, Triều Tiên. Ở Việt Nam chúng phân bố ở các bãi triều gần cửa sông ven biển Miền Bắc và Miền Trung. Chúng thường ở vùng triều, vùi mình trong cát.

## Đặc điểm
Ngao dầu là loài có kích thước lớn, vỏ có dạng hình tam giác. Cá thể lớn có chiều dài vỏ là 130 mm, chiếu cao vỏ 110 mm và chiều rộng vỏ 58 mm. Hai vò bằng nhau, mép bụng của vỏ cong đều. Mặt nguyệt hẹp dài hình bắp chuối, mặt thuẩn lớn. Bản lề ngắn màu nâu đen nhô lên mặt ngoài của vỏ. Da vỏ có màu vàng nâu, trơn bóng, đường sinh trưởng mịn, rõ ràng. Ở những cá thể nhỏ vùng gần đỉnh vỏ có vân răng cưa hay vân hình phóng xạ.
Mặt trong của vỏ có màu trắng, mép sau có màu tím đậm. Mặt khớp rộng ở vỏ phải và có 3 răng giữa và 2 răng bên, hai răng giữa trước ngắn xếp hình chữ V, răng giữa sau dài. Mặt khớp của vỏ trái cũng có 3 răng giữa và 1 răng bên ngắn, thô ở phía trước, 2 răng giữa trước thô, hình tam giác, răng giữa sau dài song song với mép lưng của vỏ, trên mặt răng này có mương dọc với những răng cưa cắt ngang. Vịnh màng áo cạn, vết mép màng áo rõ ràng. Vết cơ khép vỏ trước nhỏ, hình bán nguyệt. Vết cơ khép vỏ sau hình bầu dục.

## Tập tính
Ngao phân bố ở các bãi cát bùn (60-80% cát), nếu nền đáy có nhiều bùn Ngao dễ bị vùi lấp nhưng nếu cát quá nhiều Ngao không sống được vì khô, nóng. Ngao là loài sống vùi, chân phát triển hình lưỡi rìu để đào cát vùi mình. Khi hô hấp và bắt mồi Ngao thò vòi nước (siphon) lên mặt bãi hình thành một lỗ hình bầu dục trên mặt cát. Vòi của Ngao ngắn nên Ngao không thể chui sâu như các loài khác. Thức ăn chính của Ngao là các vật chất hữu cơ lơ lửng, tảo (tảo Silic) và các vi sinh vật trong đất.

## Sinh sản
Ngao dầu đẻ vào mùa hạ, sau một thời gian phát triển và sinh trưởng có vỏ dài 1 cm. Mùa xuân năm sau dài 2–3 cm và nuôi được một năm lớn tới 4–6 cm. Sau một năm Ngao có thể thành thục và tham gia sinh sản. Mùa vụ sinh sản của Ngao hầu như diễn ra quanh năm nhưng tập trung vào các tháng đầu mùa mưa. Mùa Đông tuyến sinh dục Ngao phát triển chậm đến mùa xuân khi nhiệt độ tăng dần, tuyến sinh dục phát triển và khi mưa xuống sẽ kích thích Ngao sinh sản.